# Campeonato Mundial de Atletismo de 2023
Campeonato Mundial de Atletismo de 2023 (em húngaro:  2023-as atlétikai világbajnokság) foi a 19ª edição do Campeonato Mundial de Atletismo, disputado entre os dias 19 a 27 de agosto de 2023 em Budapeste, Hungria. A cidade húngara já havia declarado interesse em sediar o Campeonato Mundial de 2007, mas desistiu e este acabou sendo realizado em Osaka, Japão. Realizado apenas um ano após o Mundial em Eugene 2022 –  este, que deveria ter sido realizado em 2021, foi adiado por um ano devido ao também adiamento dos Jogos de Tóquio 2020 para 2021 devido à pandemia de covid-19 – ele volta a ser bienal com sua realização nos anos anteriores e posteriores aos Jogos Olímpicos de  Verão, com o próximo já programado para cidade de Tóquio em 2025.
Um novo sistema de controle de doping foi introduzido, com 50 oficiais de controle de dopagem e 12 especialistas em amostras de sangue e urina, num total de 94 integrantes oficiais e dezenas de voluntários, todos sob o comando da HUNADO ou MACs, o Grupo Anti-Doping da Hungria (Magyar Antidopping Csoport). Assim como em Eugene 2022, devido à invasão russa da Ucrânia os atletas russos e bielorrussos continuam proibidos de competir no evento.  Uma nova regra foi introduzida nesta edição. O espaço vago deixado numa raia de corrida por um atleta desclassificado, não será mais deixado vago para a realização da prova, mas preenchido pela atleta com a melhor marca que não tenha conseguido classificação para a aquela largada. Isto passa a ser usado na semifinal ou final; a regra também se aplica a provas de longa distância e de campo, que tem um número específico de participantes. "Youhoo", uma ovelha nativa da Hungria, foi escolhida como a mascote do evento.
Um recorde de mais de 2100 atletas de 195 nações – além de um time de refugiados – competiram em Budapeste e foram assistidos por um público pagante de mais de 400.000 espectadores de 120 países diferentes no estádio. Um recorde mundial e seis recordes do campeonato foram quebrados. O velocista norte-americano Noah Lyles foi o maior vencedor individual com três medalhas de ouro e os Estados Unidos ficaram mais uma vez em primeiro no quadro geral de medalhas com 29, doze delas de ouro. A queniana Faith Kipyegon se tornou a primeira atleta a conquistar medalhas de ouro nos 1500 m e 5 000 m num mesmo Mundial. A Espanha conseguiu um feito inédito ganhando todas as medalhas de ouro disponíveis na marcha atlética, com seus marchadores María Pérez e Álvaro Martín. Pela primeira vez o salto com vara feminino dividiu uma medalha de ouro. A venezuelana Yulimar Rojas se sagrou tetracampeã mundial do salto triplo enquanto a holandesa Femke Bol ganhou duas medalhas de ouro depois de sofrer uma queda na chegada e perder a primeira das três provas que disputou. Esta edição foi a de maior engajamento popular da história do esporte, com cerca de 1 milhão de visitas por dia ao website do campeonato, e com o credenciamento de 1200 funcionários de transmissão de rádios e emissoras de televisão, assim como 850 jornalistas e fotógrafos de 75 países. No Brasil o evento foi transmitido pela SporTV 2 e em Portugal pela RTP2.

## Escolha da sede
Budapeste, com a experiência de já ter sediado anteriormente o Campeonato Mundial de Natação e por duas vezes o Campeonato Europeu de Atletismo, foi escolhida como sede do Campeonato Mundial de Atletismo de 2023 durante o congresso da World Athletics realizado em Mônaco em 4 de dezembro de 2018. Ela foi selecionada antes mesmo da escolha oficial da sede de 2021, prevista para a Austrália, mas que acabou ocorrendo em Eugene, Estados Unidos, em 2022, adiada pela pandemia de Covid-19.

## Local
As competições – com exceção da marcha atlética e da maratona – foram realizadas no Nemzeti Atlétikai Központ (pt: Centro Atlético Nacional) em Budapeste, construído para o evento às margens do rio Danúbio, ao sul da cidade, com custo total de € 560 milhões, e capacidade provisória de 35 000 espectadores sentados durante a competição. O estádio foi inaugurado em 16 de junho de 2023 pelo presidente da World Athletics, Sebastian Coe. A pista de corrida tem nove raias; construída pela empresa italiana Mondo, tradicional fornecedora de pistas para os principais estádios de atletismo do mundo, é considerada super rápida e foi apelidada de "A Coroa da Rainha dos Esportes".

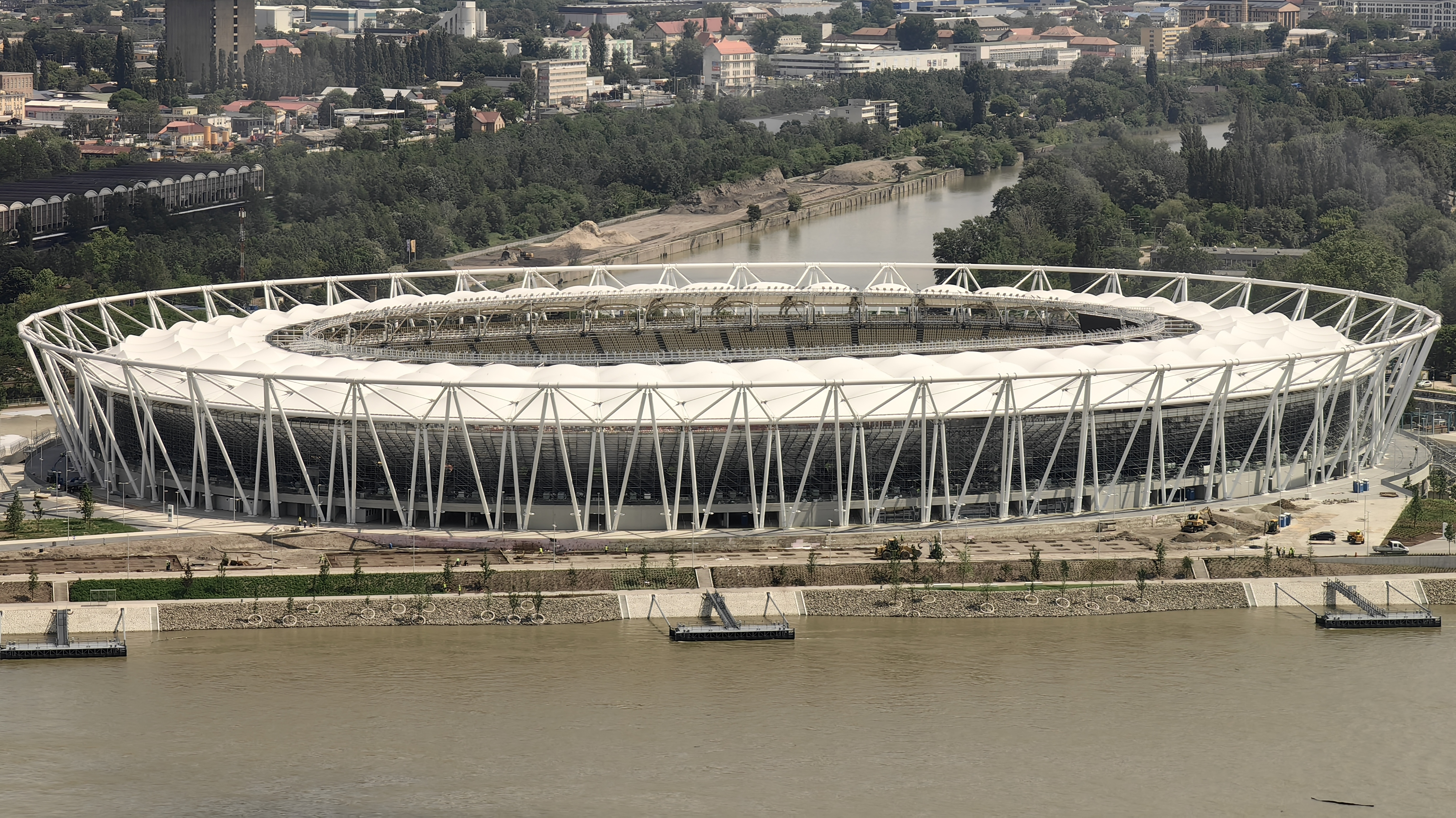
Centro Atlético Nacional, construído especialmente ao evento.

## Prêmios
Esta edição do campeonato distribuiu um total de US$ 8 498 000 aos medalhistas – além de um prêmio de US$ 100 000 caso um recorde mundial seja estabelecido – divididos da seguinte maneira:
| Eventos individuais – US$ 70 000 – US$ 35 000 – US$ 22 000 4° lugar: US$ 16 000 5º lugar: US$ 11 000 6° lugar: US$ 7 000 7º lugar: US$ 6 000 8° lugar: US$ 5 000 | Eventos por equipe – US$ 80 000 – US$ 40.000 – US$ 20 000 4° lugar: US$ 16 000 5º lugar: US$ 12 000 6° lugar: US$ 8 000 7º lugar: US$ 6 000 8° lugar: US$ 4 000 |

## Recordes
| Recorde               | Modalidade                   | Atleta               | País           | Marca   | Anterior                 |
| Recorde mundial       | revezamento 4x400 m misto    | Estados Unidos       | Estados Unidos | 3:08.80 | 3:09.34 – 2019           |
| Recorde do campeonato | arremesso de peso            | Ryan Crouser         | Estados Unidos | 23,51 m | 22,94 m – Eugene 2022    |
| Recorde do campeonato | lançamento de disco          | Daniel Stahl         | Suécia         | 71,46 m | 70,17 m – Helsinque 2005 |
| Recorde do campeonato | 100 m rasos                  | Sha'Carri Richardson | Estados Unidos | 10.65   | 10.70 – Sevilha 1999     |
| Recorde do campeonato | 200 m rasos                  | Shericka Jackson     | Jamaica        | 21.41   | 21.45 – Eugene 2022      |
| Recorde do campeonato | marcha de 35 km              | María Pérez          | Espanha        | 2:38:40 | 2:39:16 – Eugene 2022    |
| Recorde do campeonato | revezamento 4x100 m feminino | Estados Unidos       | Estados Unidos | 41.03   | 41.07 – Pequim 2015      |

  = recorde mundial    = recorde do Campeonato Mundial

## Quadro de medalhas
| Posição | País                     | Ouro | Prata | Bronze | Total |
| 1       | Estados Unidos           | 12   | 8     | 9      | 29    |
| 2       | Canadá                   | 4    | 2     |        | 6     |
| 3       | Espanha                  | 4    | 1     |        | 5     |
| 4       | Jamaica                  | 3    | 5     | 4      | 12    |
| 5       | Quênia                   | 3    | 3     | 4      | 10    |
| 6       | Etiópia                  | 2    | 4     | 3      | 9     |
| 7       | Grã-Bretanha             | 2    | 3     | 5      | 10    |
| 8       | Países Baixos            | 2    | 1     | 2      | 5     |
| 9       | Noruega                  | 2    | 1     | 1      | 4     |
| 10      | Suécia                   | 2    | 1     |        | 3     |
| 11      | Uganda                   | 2    |       |        | 2     |
| 12      | Austrália                | 1    | 2     | 3      | 6     |
| 13      | Itália                   | 1    | 2     | 1      | 4     |
| 14      | Ucrânia                  | 1    | 1     |        | 2     |
| 15      | Grécia                   | 1    |       | 1      | 2     |
| 15      | Japão                    | 1    |       | 1      | 2     |
| 15      | Marrocos                 | 1    |       | 1      | 2     |
| 18      | Bahrein                  | 1    |       |        | 1     |
| 18      | Burkina Fasso            | 1    |       |        | 1     |
| 18      | República Dominicana     | 1    |       |        | 1     |
| 18      | Índia                    | 1    |       |        | 1     |
| 18      | Sérvia                   | 1    |       |        | 1     |
| 18      | Venezuela                | 1    |       |        | 1     |
| 24      | Polônia                  |      | 2     |        | 2     |
| 25      | Cuba                     |      | 1     | 2      | 3     |
| 26      | Botswana                 |      | 1     | 1      | 2     |
| 27      | Colômbia                 |      | 1     |        | 1     |
| 27      | Equador                  |      | 1     |        | 1     |
| 27      | França                   |      | 1     |        | 1     |
| 27      | Israel                   |      | 1     |        | 1     |
| 27      | Ilhas Virgens Britânicas |      | 1     |        | 1     |
| 27      | Paquistão                |      | 1     |        | 1     |
| 27      | Peru                     |      | 1     |        | 1     |
| 27      | Filipinas                |      | 1     |        | 1     |
| 27      | Porto Rico               |      | 1     |        | 1     |
| 27      | Eslovênia                |      | 1     |        | 1     |
| 37      | China                    |      |       | 2      | 2     |
| 37      | República Tcheca         |      |       | 2      | 2     |
| 39      | Barbados                 |      |       | 1      | 1     |
| 39      | Brasil                   |      |       | 1      | 1     |
| 39      | Finlândia                |      |       | 1      | 1     |
| 39      | Granada                  |      |       | 1      | 1     |
| 39      | Hungria                  |      |       | 1      | 1     |
| 39      | Lituânia                 |      |       | 1      | 1     |
| 39      | Qatar                    |      |       | 1      | 1     |
| 39      | Romênia                  |      |       | 1      | 1     |

## Medalhistas

### Masculino
| Evento                         | Ouro                                                                           | Ouro     | Prata                                                                    | Prata    | Bronze                                                                         | Bronze        |
| 100 m detalhes                 | Noah Lyles · Estados Unidos                                                    | 9.83     | Letsile Tebogo · Botswana                                                | 9.88     | Zharnel Hughes · Reino Unido                                                   | 9.88          |
| 200 m detalhes                 | Noah Lyles · Estados Unidos                                                    | 19.52    | Erriyon Knighton · Estados Unidos                                        | 19.75    | Letsile Tebogo · Botswana                                                      | 19.81         |
| 400 m detalhes                 | Antonio Watson · Jamaica                                                       | 44.22    | Matthew Hudson-Smith · Grã-Bretanha                                      | 44.31    | Quincy Hall · Estados Unidos                                                   | 44.37         |
| 800 m detalhes                 | Marco Arop · Canadá                                                            | 1:44.24  | Emmanuel Wanyonyi · Quénia                                               | 1:44.53  | Ben Pattison · Grã-Bretanha                                                    | 1:44.83       |
| 1500 m detalhes                | Josh Kerr · Grã-Bretanha                                                       | 3:29.38  | Jakob Ingebrigtsen · Noruega                                             | 3:29.65  | Narve Gilje Nordås · Noruega                                                   | 3:29.68       |
| 5 000 m detalhes               | Jakob Ingebrigtsen · Noruega                                                   | 13:11.30 | Mohamed Katir · Espanha                                                  | 13:11.44 | Jacob Krop · Quénia                                                            | 13:12.28      |
| 10 000 m detalhes              | Joshua Cheptegei · Uganda                                                      | 27:51.42 | Daniel Ebenyo · Quénia                                                   | 27:52.60 | Selemon Barega · Etiópia                                                       | 27:52.72      |
| Maratona detalhes              | Victor Kiplangat · Uganda                                                      | 2:08.53  | Maru Teferi · Israel                                                     | 2:09.12  | Leul Gebresilase · Etiópia                                                     | 2:09.19       |
| 110 m c/ barreiras detalhes    | Grant Holloway · Estados Unidos                                                | 12.96    | Hansle Parchment · Jamaica                                               | 13.07    | Daniel Roberts · Estados Unidos                                                | 13.09         |
| 400 m c/ barreiras detalhes    | Karsten Warholm · Noruega                                                      | 46:89    | Kyron McMaster · Ilhas Virgens Britânicas                                | 47.34    | Rai Benjamin · Estados Unidos                                                  | 47.56         |
| 3000 m c/ obstáculos detalhes  | Soufiane El Bakkali · Marrocos                                                 | 8:03.53  | Lamecha Girma · Etiópia                                                  | 8:05.44  | Abraham Kibiwot · Quénia                                                       | 8:11.98       |
| Marcha 20 km detalhes          | Álvaro Martín · Espanha                                                        | 1:17:32  | Perseus Karlström · Suécia                                               | 1:17:39  | Caio Bonfim · Brasil                                                           | 1:17:47       |
| Marcha 35 km detalhes          | Álvaro Martín · Espanha                                                        | 2:24:30  | Brian Daniel Pintado · Equador                                           | 2:24:34  | Masatora Kawano · Japão                                                        | 2:25:12       |
| 4x100 m detalhes               | Estados Unidos · Christian Coleman · Fred Kerley · Brandon Carnes · Noah Lyles | 37.38    | Itália · Roberto Rigali · Marcell Jacobs · Lorenzo Patta · Filippo Tortu | 37.62    | Jamaica · Ackeem Blake · Oblique Seville · Ryiem Forde · Rohan Watson          | 37.76         |
| 4x400 m detalhes               | Estados Unidos · Quincy Hall · Vernon Norwood · Justin Robinson · Rai Benjamin | 2:57.31  | França · Ludvy Vaillant · Gilles Biron · David Sombé · Téo Andant ·      | 2:58.45  | Reino Unido · Alex Haydock-Wilson · Charlie Dobson · Lewis Davey · Rio Mitcham | 2:58.71       |
| Salto com vara detalhes        | Armand Duplantis · Suécia                                                      | 6,10 m   | Ernest Obiena · Filipinas                                                | 6,00 m   | Kurtis Marschall · AustráliaChris Nilsen · Estados Unidos                      | 5,95 m 5,95 m |
| Salto em distância detalhes    | Miltiadis Tentoglou · Grécia                                                   | 8,52 m   | Wayne Pinnock · Jamaica                                                  | 8,50 m   | Tajay Gayle · Jamaica                                                          | 8,27 m        |
| Salto triplo detalhes          | Hugues Fabrice Zango Burkina Fasso                                             | 17,64 m  | Lázaro Martínez · Cuba                                                   | 17,41 m  | Cristian Nápoles · Cuba                                                        | 17,40 m       |
| Salto em altura detalhes       | Gianmarco Tamberi · Itália                                                     | 2,36 m   | JuVaughn Harrison · Estados Unidos                                       | 2,36 m   | Mutaz Essa Barshim · Catar                                                     | 2,33 m        |
| Arremesso de peso detalhes     | Ryan Crouser · Estados Unidos                                                  | 23,51 m  | Leonardo Fabbri · Itália                                                 | 22,34 m  | Joe Kovacs · Estados Unidos                                                    | 22,12 m       |
| Lançamento de disco detalhes   | Daniel Ståhl · Suécia                                                          | 71,46 m  | Kristjan Čeh · Chéquia                                                   | 70,02 m  | Mykolas Alekna · Lituânia                                                      | 68,85 m       |
| Lançamento de martelo detalhes | Ethan Katzberg · Canadá                                                        | 81,25 m  | Wojciech Nowicki · Polónia                                               | 81,02 m  | Bence Halász · Hungria                                                         | 80,82 m       |
| Lançamento de dardo detalhes   | Neeraj Chopra · Índia                                                          | 88,17 m  | Arshad Nadeem · Paquistão                                                | 87,82 m  | Jakub Vadlejch República Tcheca                                                | 86,67 m       |
| Decatlo detalhes               | Pierce LePage · Canadá                                                         | 8909 pts | Damian Warner · Canadá                                                   | 8804 pts | Lindon Victor · Granada                                                        | 8756 pts      |

### Feminino
| Evento                         | Ouro                                                                                     | Ouro     | Prata                                                                                     | Prata        | Bronze                                                                       | Bronze   |
| 100 m detalhes                 | Sha'Carri Richardson · Estados Unidos                                                    | 10.65    | Shericka Jackson · Jamaica                                                                | 10.72        | Shelly-Ann Fraser-Pryce · Jamaica                                            | 10.75    |
| 200 m detalhes                 | Shericka Jackson · Jamaica                                                               | 21.41    | Gabrielle Thomas · Estados Unidos                                                         | 21.81        | Sha'Carri Richardson · Estados Unidos                                        | 21.92    |
| 400 m detalhes                 | Marileidy Paulino · República Dominicana                                                 | 48.76    | Natalia Kaczmarek · Polónia                                                               | 49.57        | Sada Williams · Barbados                                                     | 49.60    |
| 800 m detalhes                 | Mary Moraa · Quénia                                                                      | 1:56.03  | Keely Hodgkinson · Grã-Bretanha                                                           | 1:56.34      | Athing Mu · Estados Unidos                                                   | 1:56.61  |
| 1500 m detalhes                | Faith Kipyegon · Quénia                                                                  | 3:54.87  | Diribe Welteji · Etiópia                                                                  | 3:55.69      | Sifan Hassan Holanda                                                         | 3:56.00  |
| 5 000 m detalhes               | Faith Kipyegon · Quénia                                                                  | 14:53.88 | Sifan Hassan Holanda                                                                      | 14:54.11     | Beatrice Chebet · Quénia                                                     | 14:54.33 |
| 10 000 m detalhes              | Gudaf Tsegay · Etiópia                                                                   | 31:27.18 | Letesenbet Gidey · Etiópia                                                                | 31:28.16     | Ejgayehu Taye · Etiópia                                                      | 31:28.31 |
| Maratona detalhes              | Amane Beriso · Etiópia                                                                   | 2:24:23  | Gotytom Gebreslase · Etiópia                                                              | 2:24:34      | Fatima Ezzahra Gardadi · Marrocos                                            | 2:25:17  |
| 100 m c/ barreiras detalhes    | Danielle Williams · Jamaica                                                              | 12.43    | Jasmine Camacho-Quinn · Porto Rico                                                        | 12.44        | Kendra Harrison · Estados Unidos                                             | 12.46    |
| 400 m c/ barreiras detalhes    | Femke Bol Holanda                                                                        | 51.70    | Shamier Little · Estados Unidos                                                           | 52.80        | Rushell Clayton · Jamaica                                                    | 52.81    |
| 3000 m c/ obstáculos detalhes  | Winfred Yavi · Bahrein                                                                   | 8:54.29  | Beatrice Chepkoech · Quénia                                                               | 8:58.98      | Faith Cherotich · Quénia                                                     | 9:00.69  |
| Marcha 20 km detalhes          | María Pérez · Espanha                                                                    | 1:26:51  | Jemima Montag · Austrália                                                                 | 1:27:16      | Antonella Palmisano · Itália                                                 | 1:27:26  |
| Marcha 35 km detalhes          | María Pérez · Espanha                                                                    | 2:38:40  | Kimberly García León · Peru                                                               | 2:40:52      | Antigoni Drisbioti · Grécia                                                  | 2:43:22  |
| 4x100 m detalhes               | Estados Unidos · Tamari Davis · Twanisha Terry · Gabrielle Thomas · Sha'Carri Richardson | 41.03    | Jamaica · Natasha Morrison · Shelly-Ann Fraser-Pryce · Sashalee Forbes · Shericka Jackson | 41.21        | Reino Unido · Asha Philip · Imani Lansiquot · Bianca Williams · Daryll Neita | 41.98    |
| 4x400 m detalhes               | Holanda Eveline Saalberg Lieke Klaver Cathelijn Peeters Femke Bol                        | 3:20.72  | Jamaica · Candice McLeod · Janieve Russell · Nickisha Pryce · Stacey-Ann Williams         | 3:20.88      | Reino Unido · Laviai Nielsen · Amber Anning · Ama Pipi · Nicole Yeargin      | 3:21.04  |
| Salto com vara detalhes        | Nina Kennedy · AustráliaKatie Moon · Estados Unidos                                      | 4,90 m   | Não entregue                                                                              | Não entregue | Wilma Murto · Finlândia                                                      | 4,80 m   |
| Salto em distância detalhes    | Ivana Vuleta · Sérvia                                                                    | 7,14 m   | Tara Davis-Woodhall · Estados Unidos                                                      | 6,91 m       | Alina Rotaru-Kottmann · Roménia                                              | 6,88 m   |
| Salto triplo detalhes          | Yulimar Rojas · Venezuela                                                                | 15,08 m  | Maryna Romanchuk · Ucrânia                                                                | 15,00 m      | Leyanis Pérez · Cuba                                                         | 14,96 m  |
| Salto em altura detalhes       | Yaroslava Mahuchikh · Ucrânia                                                            | 2,01 m   | Eleanor Patterson · Austrália                                                             | 1,99 m       | Nicola Olyslagers · Austrália                                                | 1,99 m   |
| Arremesso de peso detalhes     | Chase Ealey · Estados Unidos                                                             | 20,43 m  | Sarah Mitton · Estados Unidos                                                             | 20,08 m      | Gong Lijiao · China                                                          | 19,69 m  |
| Lançamento de disco detalhes   | Laulauga Tausaga · Estados Unidos                                                        | 69,49 m  | Valarie Allman · Estados Unidos                                                           | 69,23 m      | Feng Bin · China                                                             | 68,20 m  |
| Lançamento de martelo detalhes | Camryn Rogers · Canadá                                                                   | 77,22 m  | Janee' Kassanavoid · Estados Unidos                                                       | 76,36 m      | DeAnna Price · Estados Unidos                                                | 75,41 m  |
| Lançamento de dardo detalhes   | Haruka Kitaguchi · Japão                                                                 | 66,73 m  | Flor Ruiz · Colômbia                                                                      | 65,47 m      | Mackenzie Little · Canadá                                                    | 63,38 m  |
| Heptatlo detalhes              | Katarina Johnson-Thompson · Reino Unido                                                  | 6740 pts | Anna Hall · Estados Unidos                                                                | 6720 pts     | Anouk Vetter · Países Baixos                                                 | 6501 pts |

### Misto
| Evento           | Ouro                                                                              | Ouro    | Prata                                                                      | Prata   | Bronze                                                                    | Bronze  |
| 4x400 m detalhes | Estados Unidos · Justin Robinson · Rosey Effiong · Matthew Boling · Alexis Holmes | 3:08.80 | Grã-Bretanha · Lewis Davey · Laviai Nielsen · Rio Mitcham · Yemi Mary John | 3:11.06 | República Tcheca Matěj Krsek Tereza Petržilková Patrik Šorm Lada Vondrová | 3:11.98 |

## Galeria

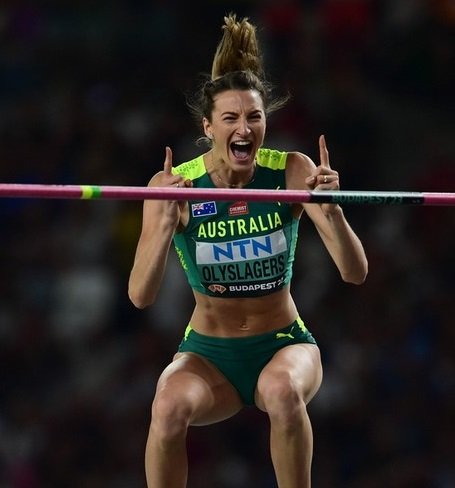
A australiana Nicola Olyslagers comemora a passagem da barra no salto em altura.
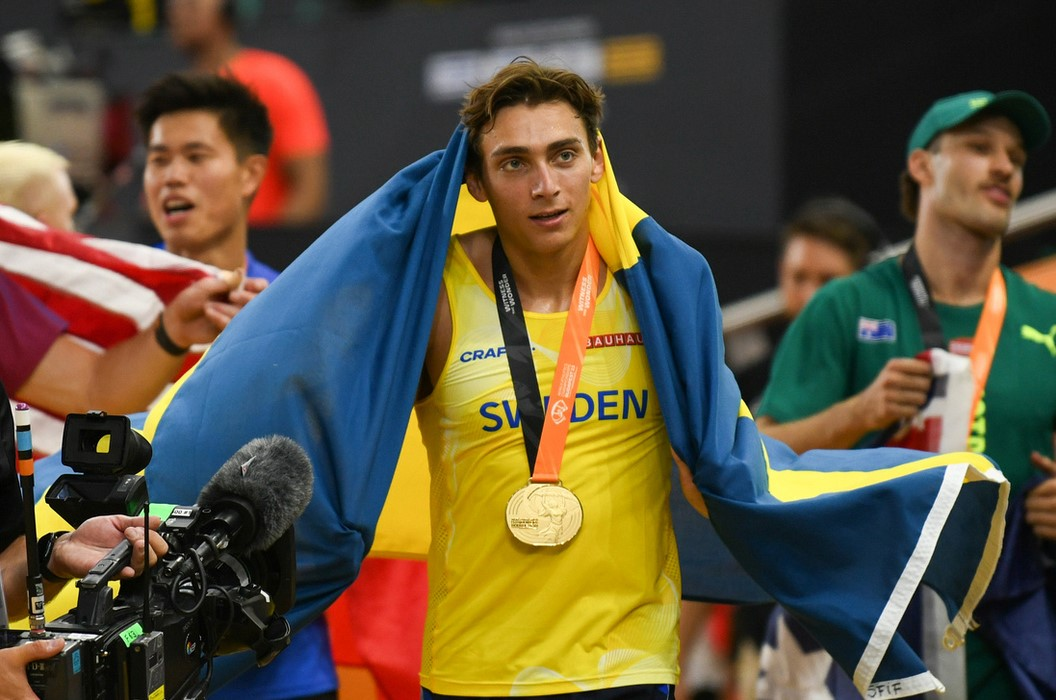
Armand Duplantis, medalhista de ouro no salto com vara.
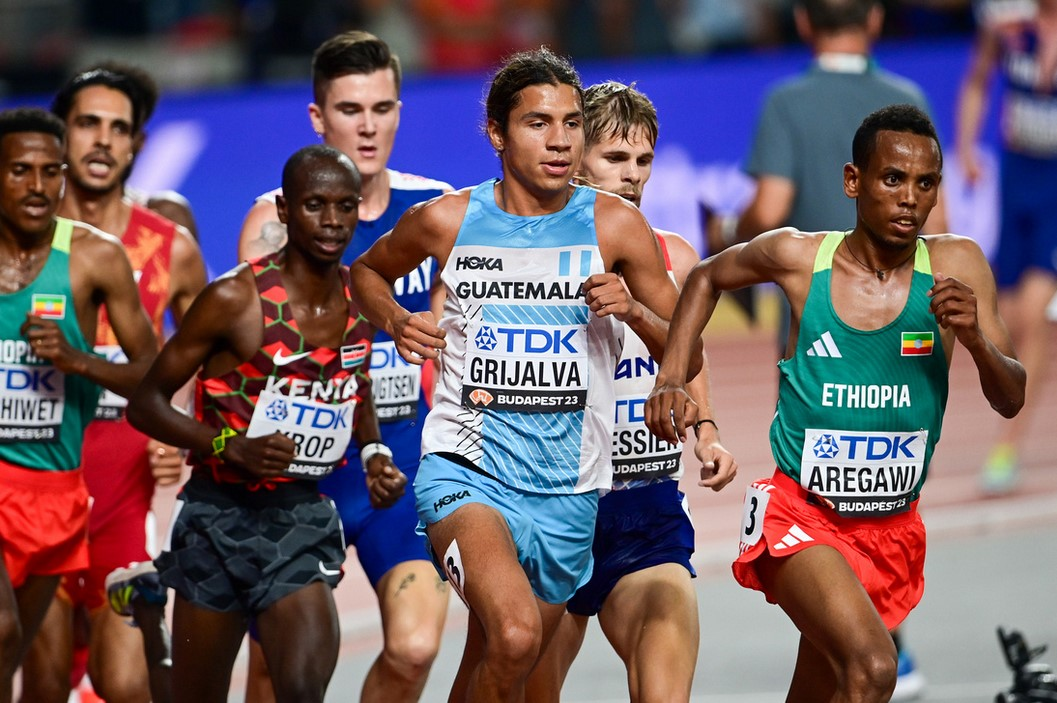
A disputa dos 5 000 metros.
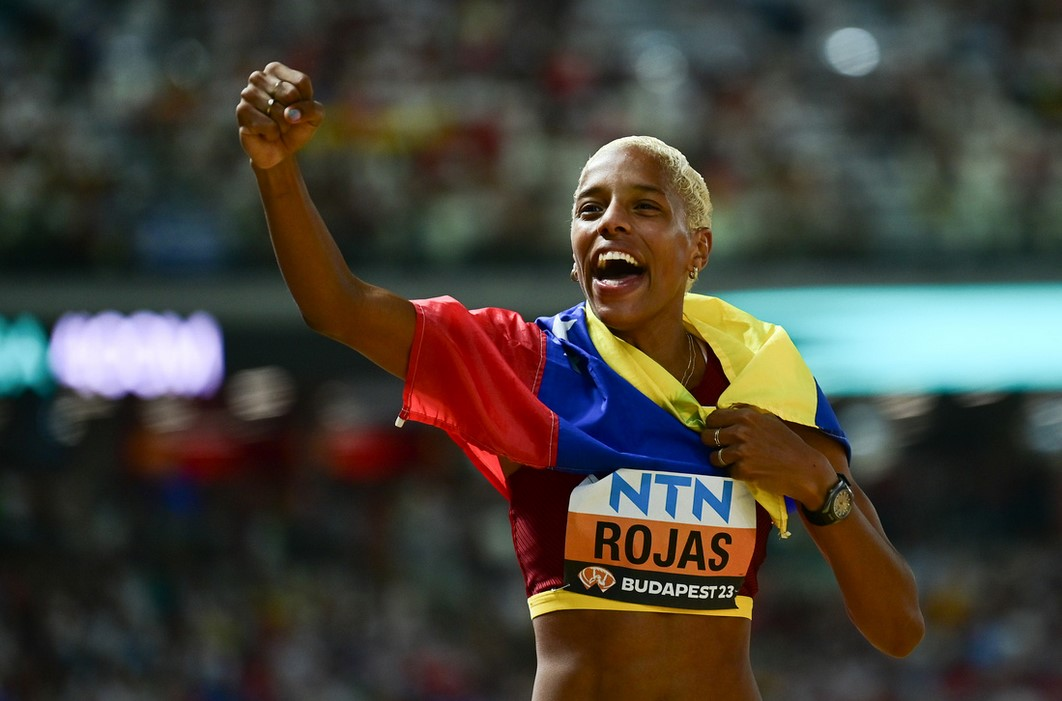
Yulimar Rojas, tetracampeã mundial do salto triplo.
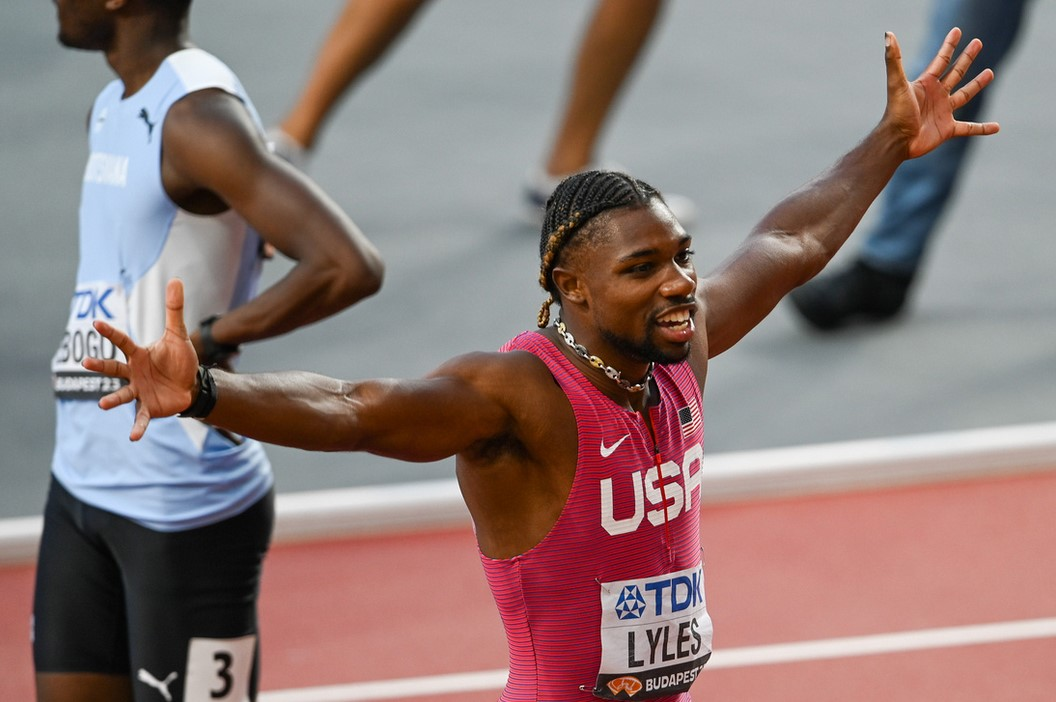
Noah Lyles, velocista norte-americano, único atleta a ganhar três medalhas de ouro nesta edição do Mundial.
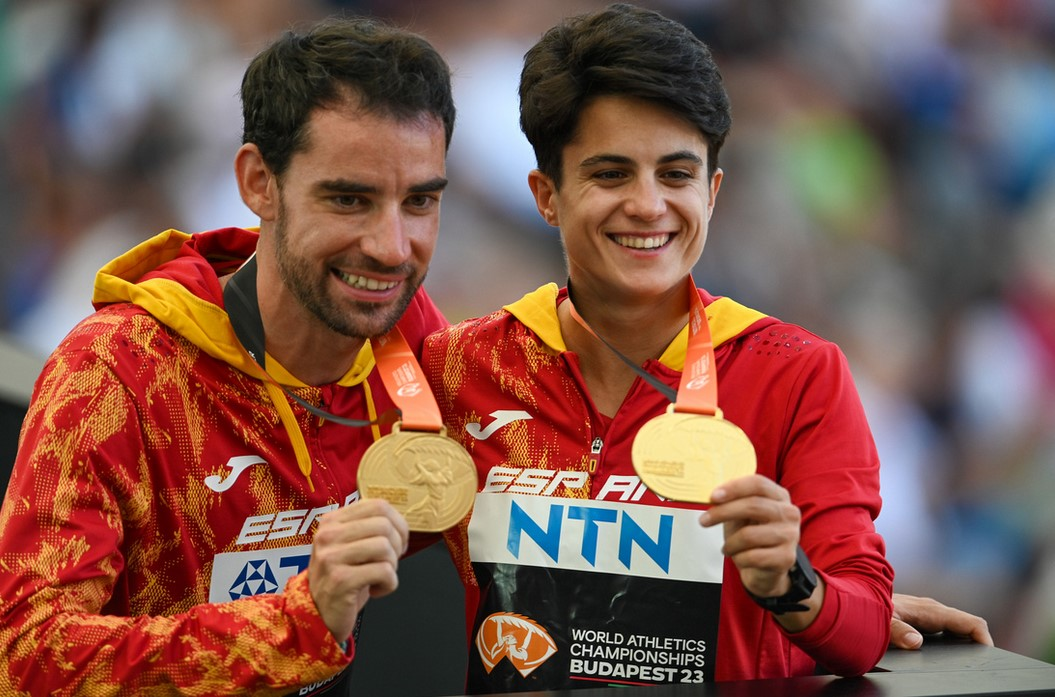
Os espanhóis Álvaro Martín e María Pérez, campeões da marcha de 20 km feminina e masculina. Os dois também venceram as provas da Marcha de 35 km, um feito inédito.
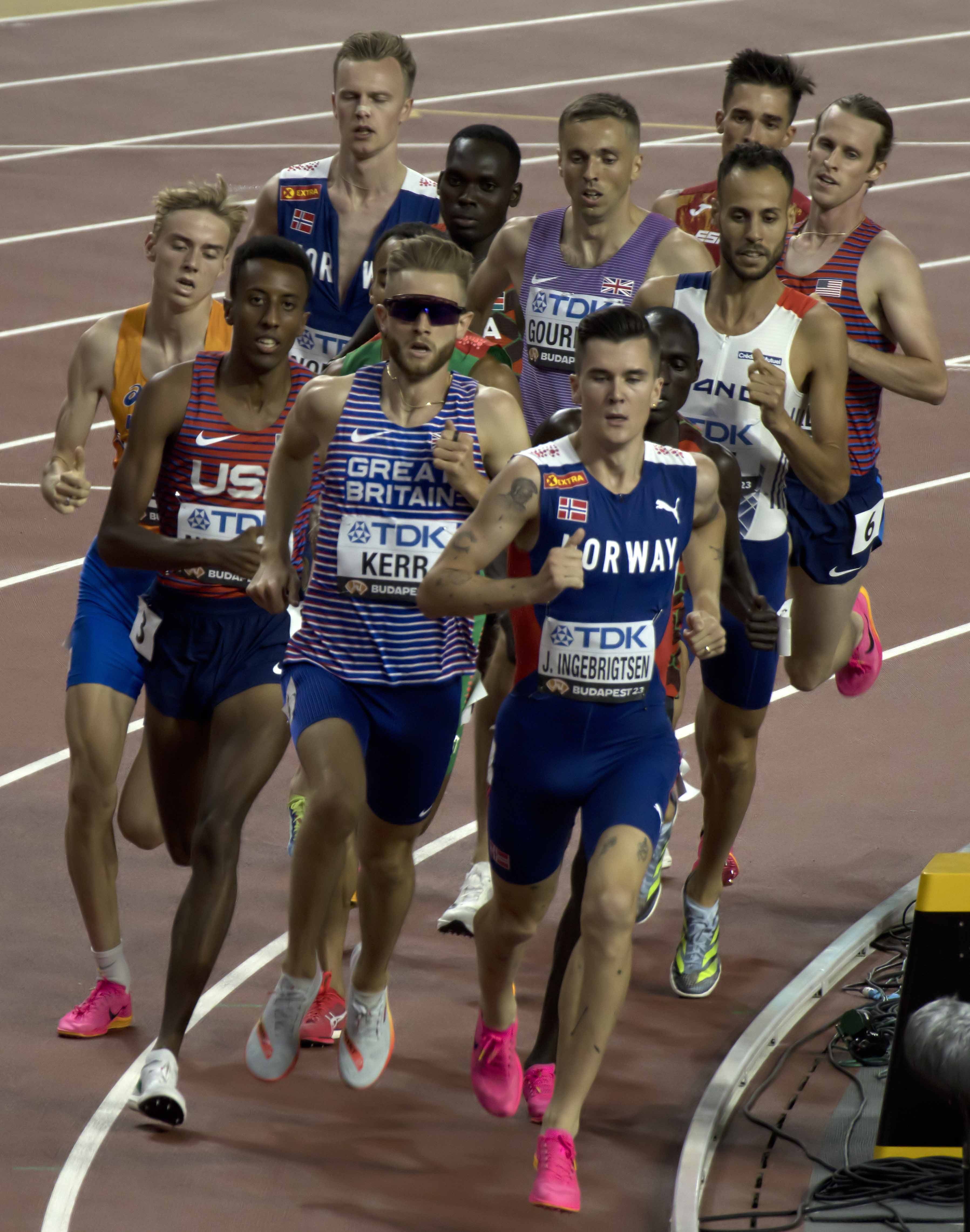
A final dos 1500 m.
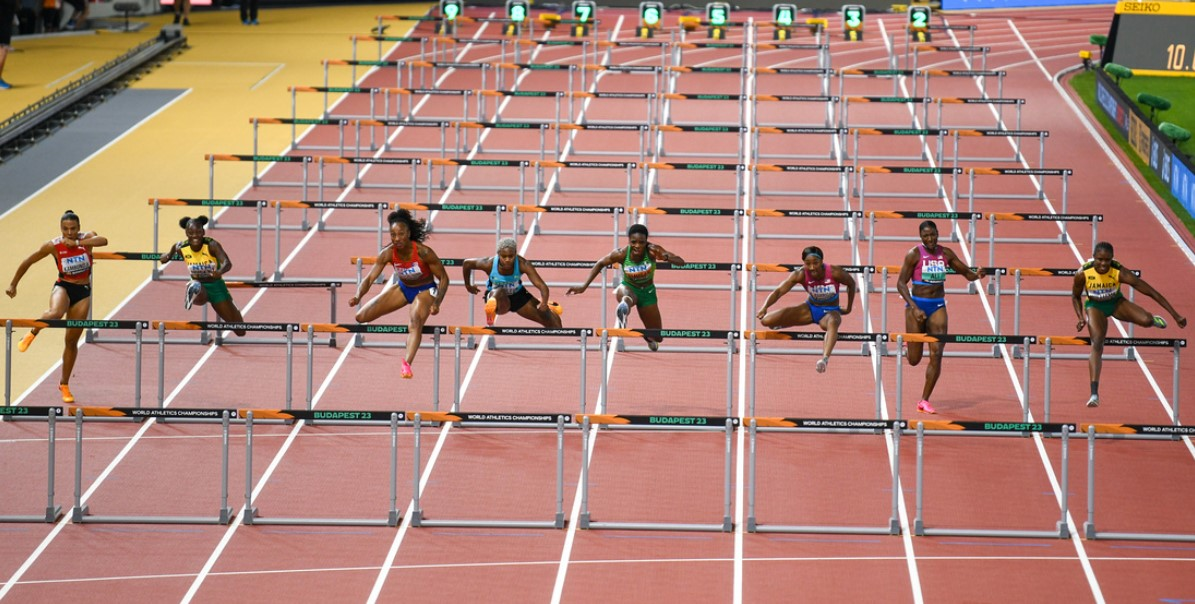
A final dos 100 m c/ barreiras.
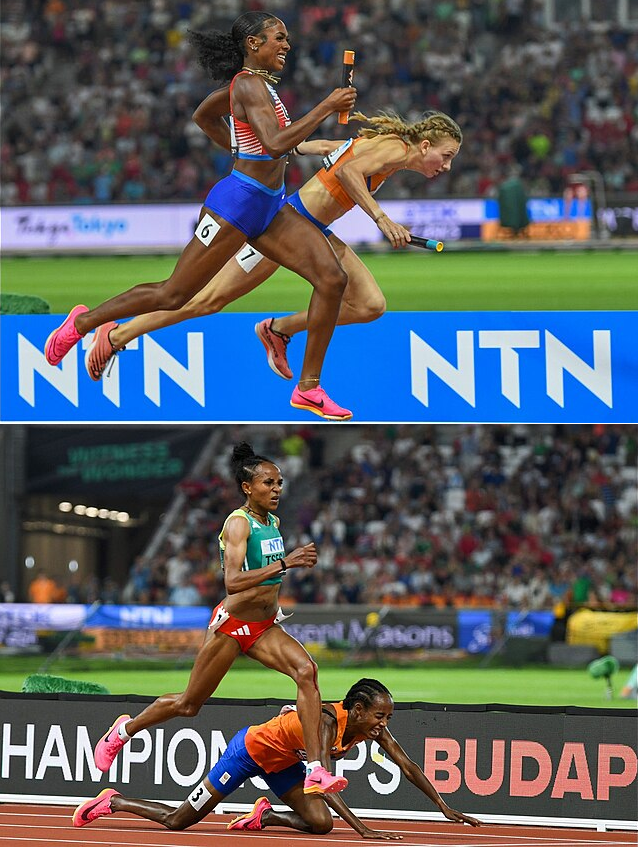
19 de agosto de 2023, uma noite de azar para o atletismo holandês. Femke Bol (acima) e Sifan Hassan (abaixo) perdem a medalha de ouro com uma queda quase na linha de chegada.

## Nações participantes
195 países participaram do Mundial de 2023. Entre parênteses, o número de atletas enviados.
| Lista de países participantes | Lista de países participantes | Lista de países participantes | Lista de países participantes |
| --- | --- | --- | --- |
| - Afeganistão (1) - Albânia (2) - Argélia(10) - Samoa Americana (1) - Andorra (1) - Angola (1) - Anguila (1) - Antilhas Holandesas (1) - Argentina (10) - Armênia (1) - Aruba (1) - Austrália (66) - Áustria (8) - Azerbaijão (2) - Bahamas (11) - Brunei (6) - Bangladesh (1) - Barbados (3) - Bélgica (31) - Belize (1) - Benim (1) - Bermudas (1) - Bolívia (1) - Bósnia e Herzegovina (3) - Botswana (14) - Brasil (56) - Ilhas Virgens Britânicas (3) - Bulgária (3) - Burquina Fasso (2) - Burundi (6) - Camarões (3) - Canadá (55) - Cabo Verde (1) - Ilhas Caimã (1) - República Centro-Africana (1) - Chade (1) - Chile (9) - China (41) - Taipé Chinesa (4) - Colômbia (16) - Comores (1) - República do Congo (1) - Ilhas Cook (1) - Costa Rica (1) - Croácia (9) - Cuba (21) - Chipre (6) - República Tcheca (23) - República Democrática do Congo (1) - Dinamarca (11) | - Djibuti (3) - Dominica (1) - República Dominicana (7) - Timor-Leste (1) - Equador (17) - Egito (6) - El Salvador (1) - Guiné Equatorial (1) - Eritreia (7) - Estónia (7) - Essuatíni (1) - Etiópia (42) - Estados Federados da Micronésia (1) - Fiji (1) - Finlândia (40) - França (78) - Polinésia Francesa (1) - Gabão (1) - Gâmbia (2) - Geórgia (1) - Alemanha (78) - Gana (7) - Gibraltar (1) - Grã-Bretanha (55) - Grécia (22) - Granada (4) - Guam (1) - Guatemala (4) - Guiné-Bissau (1) - Guiana (2) - Haiti (1) - Honduras (1) - Hong Kong (1) - Hungria (63) - Islândia (3) - Índia (28) - Indonésia (1) - Irão (2) - Iraque (1) - Irlanda (24) - Israel (6) - Itália (78) - Costa do Marfim (6) - Jamaica (68) - Japão (76) - Jordânia (1) - Cazaquistão (8) - Kiribati (1) - Quênia (52) - Kosovo (1) | - Kuwait (3) - Quirguistão (2) - Laos (1) - Letônia (9) - Líbano (1) - Lesoto (2) - Libéria (3) - Líbia (1) - Lituânia (16) - Luxemburgo (4) - Macau (1) - Madagáscar (1) - Malawi (1) - Malásia (1) - Maldivas (1) - Mali (1) - Malta (1) - Ilhas Marshall (1) - Mauritânia (1) - Ilhas Maurício (1) - México (25) - Moldávia (4) - Mónaco (1) - Mongólia (4) - Montenegro (1) - Marrocos (18) - Moçambique (1) - Myanmar (1) - Namíbia (3) - Nauru (1) - Nepal (1) - Países Baixos (41) - Nova Zelândia (19) - Nicarágua (1) - Níger (2) - Nigéria (27) - Macedônia do Norte (1) - Marianas Setentrionais (1) - Noruega (27) - Omã (1) - Paquistão (1) - Palau (1) - Palestina (1) - Panamá (2) - Papua-Nova Guiné (1) - Paraguai (2) - Peru (12) - Filipinas (3) - Polônia (67) | - Portugal (29) - Porto Rico (10) - Catar (3) - Roménia (16) - Ruanda (3) - São Cristóvão e Neves (1) - Santa Lúcia (2) - São Vicente e Granadinas (1) - Samoa (1) - San Marino (1) - São Tomé e Príncipe (1) - Arábia Saudita (2) - Senegal (2) - Sérvia (9) - Seicheles (1) - Serra Leoa (1) - Singapura (2) - Eslováquia (9) - Eslovênia (13) - Ilhas Salomão (1) - Somália (1) - África do Sul (36) - Coreia do Sul (4) - Sudão do Sul (1) - Espanha (58) - Sri Lanka (7) - Suriname (1) - Suécia (32) - Suíça (39) - Tajiquistão (1) - Tanzânia (1) - Tailândia (1) - Togo (1) - Tonga (1) - Trinidad e Tobago (16) - Tunísia (4) - Turquia (17) - Turquemenistão (1) - Tuvalu (1) - Uganda (21) - Ucrânia (30) - Emirados Árabes Unidos (1) - Estados Unidos (138) - Uruguai (6) - Uzbequistão (5) - Vanuatu (1) - Venezuela (5) - Vietname (1) - Ilhas Virgens Americanas (1) - Zâmbia (2) - Zimbabwe (4) |